# Jian’ou
Jian’ou (chiń. upr. 建瓯; chiń. trad. 建甌; pinyin Jiàn’ōu) – miasto w Chinach, w prowincji Fujian. W 2010 roku liczyło 192 557 mieszkańców.